# クレイジー・ホース
クレイジー・ホース（Crazy Horse (Tasunka witko) , 1840年? - 1877年9月5日?）は、インディアン部族のラコタ・スー族の一支族、オグララ族に属するパヤブヤ族の戦士。しばしば誤解されるが、酋長ではない。

## 人物
タシュンケウィトコ、通称クレイジー・ホースは1840年頃に、現在のサウスダコタにあるベア・ビュット近くのベル・フーシェ川のそばで生まれた。クレイジー・ホースと親しかった「ホーン・チップス」、または「エンコーラジング・ベアー」という名のスー族の呪い師は、スー族がショーショーニー族から大量の馬を盗んだ年が、クレイジー・ホースが生まれた年だと考え、証言したので、彼の誕生年は「1840年」ということになっている。しかし実際は、この「大襲撃」は、1841年の出来事である。
父親（1810年生）はオグララ・スー族の呪い師で、戦士ではなかった。その治癒術が非常に評判がよく、戦士である必要がなかったのである。母親ラトリング・ブランケット・ウーマン（1814年生）はシチャング（ブルーレ）・スー族だった。彼は幼い頃からシチャング族やシャイアン族のキャンプを出入りしていた。
彼の名は正式には「タ・シュンカワカン・ウィトコ（彼の奇妙な馬）」である。略して「タシュンケ・ウィトコ」と呼ばれることが多い。幼児期は｢くせ毛｣と呼ばれていた。「タシュンケ・ウィトコ」は代々受け継ぐ名であり、手柄を立てればこの名が譲られた。彼の父も、この名が譲られるまでは「ワグルラ（みみず）」という名だった。息子にこの名を譲った後、彼の父はまた「みみず」という名に戻った。
少年時代から馬を盗む（インディアンにとっての栄誉あるスポーツである）のが非常に上手く、「ヒズ・ホーシズ・ルッキング（彼はすぐれた馬の見立てだ）」という名で呼ばれていた時期がある。
彼自身は、部族の儀式やしきたりに興味を持たず、参加もしなかった。同じインディアンの仲間からも常に距離を置き、「一匹狼」の姿勢を貫いた。放浪癖があり、しばしば姿を消し、瞑想に耽った。白人と接することを非常に嫌い、このため写真に写ることもなかった。彼の肖像は残されていない。が、その肌の色は非常に明るく、小柄だがハンサムだったという。少年時代の親友たちは、彼を「肌の明るい少年」と呼んでいた。
友人のスー族戦士ショート・バッファローは、クレイジー・ホースについて、「背は高くなく、またそれほど低くもなかった。太っても痩せてもいない。彼の髪の色は非常に明るく、顔色も他のインディアンよりずっと明るかった。顔の幅は広くはなく、高く鋭い鼻を持っていた。彼の黒い目は人をまっすぐ見ることはほとんどなかったが、何者をも見逃さなかった」と語っている。
白人との戦いが激化し、「皮シャツを着る者」を選ぶ儀式が復活したとき、この名誉ある地位に任ぜられた四人の戦士のひとりとなった。が、これ以外に正式な地位にあったことはない。ひとつには、彼の家柄が部族の中では名門ではなく、また名門家のレッド・クラウドと反目しあう関係だったことがある。が、白人との妥協を拒む主戦派として主要な立場にあった。ちなみに、完全な個人主義であるスー族の文化には、戦法を誰かが指示するような「戦争指導者」という立場はない。
レッド・クラウドの姪であるブラック・バッファロー・ウーマン（ウィンヤン・ワカン・サパ）に恋焦がれていたが、レッド・クラウドは彼女をクレイジー・ホースの友人ノー・ウォーターと結婚させた。その後もクレイジー・ホースの想いは止まず、今で言うストーカー行為をしていた。
1870年、クレイジー・ホースは彼女と駆け落ちをしたが、ノー・ウォーターは彼らを追い、その日の晩には彼らを見つけ、二人が寝ているティーピーに押し入って、クレイジー・ホースの心臓目がけて銃を撃った。このとき、友人のタッチ・ザ・クラウドがとっさにノー・ウォーターを押さえたので弾は逸れて上顎に当たり、クレイジー・ホースは大怪我を負った。完全個人主義のスー族では、女性が離婚するのはまったくの自由であり、ノーウォーターのこの行いは、スー族のしきたりを破るものである。長老たちはノー・ウォーターに賠償として馬を三頭クレイジー・ホースに譲らせ、またクレイジー・ホースも「皮シャツを着る者」の職を解任された。ブラック・バッファロー・ウーマンの4番目の娘は、非常に肌の色が明るく、恐らくクレイジー・ホースの子と思われる。
そののち、部族のとりなしでブラック・ショールという女性を妻に娶る。彼女は結核に罹り、彼女を親切に治療したヴァレンタイン・マクギリカッディ博士とは、白人としては例外的に友交を結んだ。マクギリカッディはクレイジー・ホースを看取った医者となった。また後に保留地監督官に任ぜられ、スー族を苦しめることとなる。
彼女との間に「ゼイ・アー・アフレイド・オブ・ハー（They Are Afraid of Her）」という娘をもうけたが、幼くしてコレラで亡くし、失意の中しばらく戦の場から離れる。二人目の妻には、ネリー・ララビーというシャイアン族とフランス人の混血女性を迎えた。

## 彼のヴィジョン
1854年、12歳の時にグラッタン中尉によってコンクァーリング・ベアー酋長たちが虐殺されるのを見た（グラッタンの虐殺）。これを契機に、一人で山に分け入り、岩の上に座禅を組んで「ハンブレチア（ヴィジョン・クエスト）」を行い、ヴィジョン（幻視）を得た。ヴィジョンの中で、ふわふわと影の様に踊り回る奇妙な馬に乗り、顔と体に不思議な模様を描いた男性が現れ、彼に様々な啓示を与えた。父親の名もタ・シュンカワカン・ウィトコだったが、のちにこの夢のことを聞き、啓示のその中の男性が息子だと確信して、すぐさま父親は自分の名を息子に譲ったのである。
このときの幻視で、二つのタブーを得た。それは「他人に腕を捉まれてはいけない」というものと、「自分のための物を持たない」というものである。このタブーを破った際、白人の頭の皮を剥いだことで大怪我をし、二度目は白人に腕を捉まれたことで刺殺されたのである。ノー・ウォーターに撃たれた際がどうだったのかは伝わっていない。
また、「常に質素ないでたちでいるように」との啓示も受けた。このため、彼の服装はいつも必要最小限で、彼を描いた映画や絵画にあるように、派手な羽根冠をつけて戦に出るようなことは一度もなかったとハンプやヒー・ドッグ、ブラック・エルクら近しい者たちは揃って証言している。「常に弱きものを助け、分け与えよ」との啓示を受け、生涯それを実行した。そのために、彼は部族の中の弱い立場の人たちから熱烈に愛された。
戦では負傷したことがないが、スー族の伝統派呪い師であるレイムディアーやレオナルド・クロウドッグによれば、これはクレイジー・ホースが最初のヴィジョンとともに不思議な力をもつ小石を得ていて、戦の際は必ず耳の後ろに挟んでいたおかげだという。スー族は彼を、「われらの稀有なる男」と呼んでいた。

## 戦歴
1876年3月17日の「パウダー川の戦い」、ジョージ・クルック将軍を退けた同年6月17日の「ローズバッドの戦い」などで活躍し、6月25日にはリトルビッグホーンの戦いでカスター中佐の大隊を全滅させたひとりとなった。
ほかの酋長・戦士がその地から逃亡する中、とどまって戦いを継続していたが、1877年5月6日に、彼を慕う900人のスー族戦士とともにアメリカ政府に投降し、ジョージ・クルック将軍が総司令官を務めるネブラスカ北西の「ロビンソン砦」に入った。このとき、初の会見の場でクレイジー・ホースはクルック将軍の前で跪いたとの説がある。やがて、常に白人と距離を置く彼の姿勢は、保留地内で反乱分子視されることとなる。クレイジー・ホースは、米軍が規定した野営位置である「砦から3マイル（約4,83㎞）」の距離を守らず、常に6マイル（約10㎞）離れたところに野営し、やむなき場合にのみ、白人たちに会うという態度を続けていた。
クレイジー・ホースがこのロビンソン砦に入り、死を迎えるまでの期間はわずか4ヶ月のことであり、白人が文字にして彼の半生を記録したのはこの4ヶ月の間のことにすぎない。残りの伝記は、すべて彼が死んだ後の、スー族同胞からの聞き取りにすぎない。

## その最期
1877年9月5日（合衆国陸軍の公式記録では6日。9日とする資料もある）、司令官との会談を申し入れられ、ジェシー・リーという政府管理官によって、「スポッテッド・テイル管理所」からロビンソン砦へ、強引に連行された。が、総司令官のクルック将軍は会談には来ておらず、連れていかれた場所は営倉だった。クレイジー・ホースは激しく抵抗し、元仲間だったリトル・ビッグマンとタッチ・ザ・クラウド、白人兵に押さえ込まれ、ウィリアム・ジェントルズという歩哨によって銃剣で刺殺された。36歳だった。クレイジー・ホースの幼馴染で呪い師のホーン・チップスはこのとき、これを制止しようとして突き飛ばされ、肩を脱臼した。ジェシー・リー管理官はのちに、営倉でクレイジー・ホースに対する拷問があったことを認めている。
クルック将軍はのちに、すべてを嘘で固めたうえで クレイジー・ホースの死に関して、「私はその会談に行くべきだった。どんな場所だろうと、私が到着するまで決して始めさせることはなかったのだ。私はドライ＝トーチュガス島監獄 にクレイジー・ホースを送致していただろう」と述べ、遺憾の意を表している。
その遺体は親族と、幼馴染のホーン・チップスによって持ち去られ、埋葬場所は公開されていない。

## その他
1994年、クレージー・ホースの名を使った米国のビール会社を一族が提訴。裁判所は一族の商標取り消し請求は却下し、会社側に15万ドル（約1600万円）の損害賠償支払いを命じている。その後もインディアンはこのビールの不買運動を続けている。
フランス、パリのストリップ劇場「クレイジー・ホース (キャバレー)」は、羽根冠（インディアンにとって神聖な儀式の道具である）を被った女性ダンサーのヌードショーを売り物にしている。
2004年、これに対してパインリッジ保留地からアルフレッド・レッド・クラウドが部族を代表して、インディアンの羽根冠を着けて同店を訪問。「クレイジー・ホースは1800年代の戦いで米軍を破った偉大な戦士で一族の英雄だ」とし、「羽根飾りを着けた女性がヌードで登場するのをテレビで見てショックを受けた。一族の特使として来た」として店名変更を求め抗議した。が、店側は現在も応じていない。

### クレイジー・ホース記念碑
現在、彫刻家のコルチャック・ジオルコウスキーとその家族達によって、ラシュモア山に彼の像を彫るクレイジー・ホース記念碑の事業が進行中である。が、クレイジー・ホースは肖像を残さなかったので、その肖像はあくまで想像のものであり、部族内ではむしろ正しい姿ではないとの指摘も強い。基本的に、スー族の伝統派はこの記念碑を、「クレイジー・ホースとスー族を侮辱するものだ」として批判している。

### 肖像写真

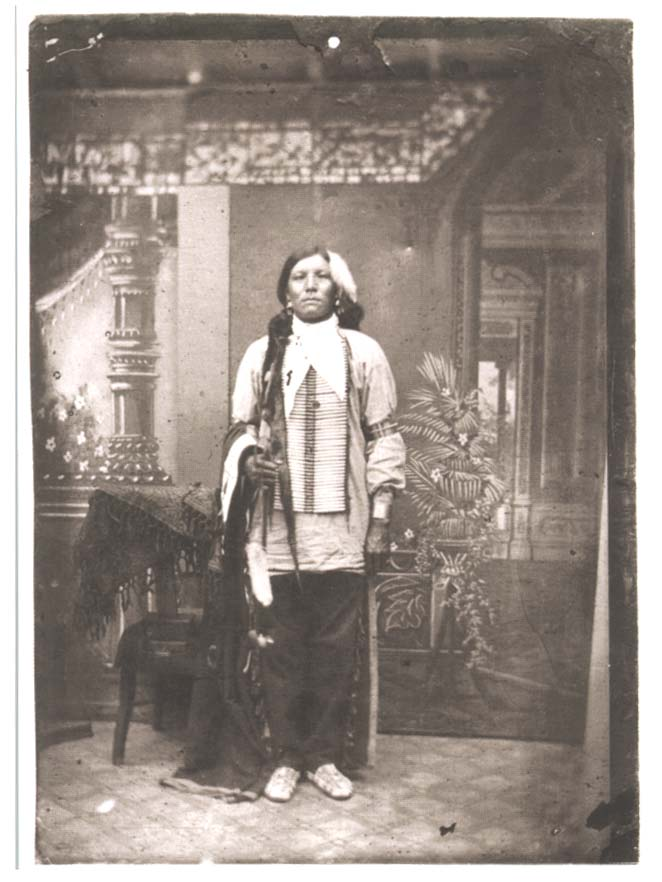
「クレイジー・ホース」と喧伝される肖像写真

クレイジー・ホースは、生涯において写真を残すことはなかったが、「クレイジー・ホース」とされる一枚の写真（左）がある。このスタジオで撮られた写真は、1956年にJ. W. Vaughnという人物がローズバッドインディアン保留地で販売していた書籍のなかで「本物のクレイジー・ホースの写真」としていた。現在はモンタナの「リトルビッグホーン国立記念戦場博物館」に鉛原版が収蔵され、焼き増し販売もされているこの写真は、公開当時から真贋を巡って議論を呼んだ。
専門家は、この写真はクレイジー・ホースの死んだ1877年より後のものであると検証している。たとえばビーズの髪包の長さやヤマアラシの針の胸当て、アスコットタイの形が当時のものと違うこと、スタジオセットの背景が、同時代に同地で撮られた他のいかなるインディアン写真にも使われていない唯一のものであること等がその根拠として挙げられる。
クレイジー・ホースと親交のあったヴァレンタイン・マクギリカッディ博士や、クレイジー・ホースのスケッチ画を描いたウィリアム・ボルドー（William Bordeaux）、またクレイジー・ホースの実の末妹のアイアン・シダー（Iron Cedar、またはJulia Clown）は、はっきりとこれを「クレイジー・ホースではない」と言いきっている。
また、クレイジー・ホースの顔には、恋人を巡ってノーウォーターに撃たれた際の大きな傷跡があったが、この写真にはそれがない。現在では、この写真はクレイジー・ホースの肖像写真としては否定されている。

## 関連作品
- 『壮烈第七騎兵隊』（1941年）

ハリウッド西部劇。「悲劇の英雄」カスター中佐（エロール・フリン）を描く。クレイジー・ホース役はアンソニー・クイン。
- 『大酋長』（1954年）

ハリウッド映画。シッティング・ブルと白人の争いを脚色を加えて描いている。邦題は「大酋長」だが、実際のシッティング・ブルは酋長ではない。クレイジー・ホース役はアイアン・アイズ・コーディ。
- 『ララミー砦の決闘（Chief Crazy Horse）』（1955年）

ハリウッド映画。リトル・ビッグマンの裏切りによってスー族の土地はゴールドラッシュとなる。「戦争酋長クレイジー・ホース」はスー族を率い、やがて「リトルビッグホーンの戦い」に挑む。白人のヴィクター・マチュアが演じたクレイジー・ホースは、ネ・ペルセ族のような髪型で登場する。実際のクレイジー・ホースは「酋長」でも「戦争酋長」でもなく、スー族を率いたこともない。
- 『ホワイト・バッファロー』（1977年）

ハリウッドのパニック映画。ワイルド・ビル・ヒコック（チャールズ・ブロンソン）とクレイジー・ホース（ウィル・サンプソン）が力を合わせて、身内を殺した巨大な白いバッファローと闘う。白人のビル・ヒコックと交友するクレイジー・ホースもさることながら、インディアンにとって神聖な大精霊の使いである「白いバッファロー」をクレイジー・ホースが殺そうとするという、ありえない筋立てとなっている。
- 『クレイジー・ホース（Crazy Horse）』（1996年）

ケーブルテレビのターナー・ネットワーク・テレビジョンが制作したクレイジー・ホースの半生を描いたTV映画。